# (74228) 1998 SJ15
(74228) 1998 SJ15 – planetoida z pasa głównego asteroid okrążająca Słońce w ciągu 4,13 lat w średniej odległości 2,57 j.a. Odkryta 16 września 1998 roku.